# Australian Open 2017
Die 105. Australian Open fanden vom 16. bis 29. Januar 2017 in Melbourne, Australien, statt.
Titelverteidiger beim ersten Grand-Slam-Turnier des Jahres 2017 waren im Einzel Novak Đoković bei den Herren sowie Angelique Kerber bei den Damen, Jamie Murray und Bruno Soares im Herrendoppel, Martina Hingis und Sania Mirza im Damendoppel sowie Jelena Wesnina und Bruno Soares im Mixed.

## Preisgeld
Das Preisgeld betrug in diesem Jahr 50.000.000 Australische Dollar, was einen Anstieg zum Vorjahr von 14 % bedeutete.
| Erreichte Runde | Einzel       | Doppel*    | Mixed*     |
| --------------- | ------------ | ---------- | ---------- |
| Sieg            | 3.700.000 A$ | 650.000 A$ | 150.500 A$ |
| Finale          | 1.900.000 A$ | 325.000 A$ | 75.500 A$  |
| Halbfinale      | 900.000 A$   | 160.500 A$ | 37.500 A$  |
| Viertelfinale   | 440.000 A$   | 80.000 A$  | 18.750 A$  |
| Achtelfinale    | 220.000 A$   | 40.000 A$  | 9.000 A$   |
| Dritte Runde    | 130.000 A$   | 23.000 A$  | 4.500 A$   |
| Zweite Runde    | 80.000 A$    | 14.800 A$  |            |
| Erste Runde     | 50.000 A$    |            |            |
| Q3              | 25.000 A$    |            |            |
| Q2              | 12.500 A$    |            |            |
| Q1              | 6.250 A$     |            |            |

* pro Team; Q = Qualifikationsrunde

## Absagen
Folgende Topspieler konnten aus unterschiedlichen Gründen nicht an dem Turnier teilnehmen:
- Wiktoryja Asaranka, gebar im Dezember 2016 ein Baby[3]
- Petra Kvitová, Verletzung der Schlaghand nach einem Messerangriff[4]
- Madison Keys, Erholung von einer Handgelenkoperation in der Saisonpause[5]

## Herreneinzel
Setzliste
| Nr. | Spieler               | Erreichte Runde |
| --- | --------------------- | --------------- |
| 01. | Andy Murray           | Achtelfinale    |
| 02. | Novak Đoković         | 2. Runde        |
| 03. | Milos Raonic          | Viertelfinale   |
| 04. | Stan Wawrinka         | Halbfinale      |
| 05. | Kei Nishikori         | Achtelfinale    |
| 06. | Gaël Monfils          | Achtelfinale    |
| 07. | Marin Čilić           | 2. Runde        |
| 08. | Dominic Thiem         | Achtelfinale    |
| 09. | Rafael Nadal          | Finale          |
| 10. | Tomáš Berdych         | 3. Runde        |
| 11. | David Goffin          | Viertelfinale   |
| 12. | Jo-Wilfried Tsonga    | Viertelfinale   |
| 13. | Roberto Bautista Agut | Achtelfinale    |
| 14. | Nick Kyrgios          | 2. Runde        |
| 15. | Grigor Dimitrow       | Halbfinale      |
| 16. | Lucas Pouille         | 1. Runde        |

| Nr. | Spieler               | Erreichte Runde |
| --- | --------------------- | --------------- |
| 17. | Roger Federer         | Sieg            |
| 18. | Richard Gasquet       | 3. Runde        |
| 19. | John Isner            | 2. Runde        |
| 20. | Ivo Karlović          | 3. Runde        |
| 21. | David Ferrer          | 3. Runde        |
| 22. | Pablo Cuevas          | 1. Runde        |
| 23. | Jack Sock             | 3. Runde        |
| 24. | Alexander Zverev      | 3. Runde        |
| 25. | Gilles Simon          | 3. Runde        |
| 26. | Albert Ramos Viñolas  | 1. Runde        |
| 27. | Bernard Tomic         | 3. Runde        |
| 28. | Feliciano López       | 1. Runde        |
| 29. | Viktor Troicki        | 3. Runde        |
| 30. | Pablo Carreño Busta   | 3. Runde        |
| 31. | Sam Querrey           | 3. Runde        |
| 32. | Philipp Kohlschreiber | 3. Runde        |

## Dameneinzel
Setzliste
| Nr. | Spielerin            | Erreichte Runde |
| --- | -------------------- | --------------- |
| 01. | Angelique Kerber     | Achtelfinale    |
| 02. | Serena Williams      | Sieg            |
| 03. | Agnieszka Radwańska  | 2. Runde        |
| 04. | Simona Halep         | 1. Runde        |
| 05. | Karolína Plíšková    | Viertelfinale   |
| 06. | Dominika Cibulková   | 3. Runde        |
| 07. | Garbiñe Muguruza     | Viertelfinale   |
| 08. | Swetlana Kusnezowa   | Achtelfinale    |
| 09. | Johanna Konta        | Viertelfinale   |
| 10. | Carla Suárez Navarro | 2. Runde        |
| 11. | Elina Switolina      | 3. Runde        |
| 12. | Timea Bacsinszky     | 3. Runde        |
| 13. | Venus Williams       | Finale          |
| 14. | Jelena Wesnina       | 3. Runde        |
| 15. | Roberta Vinci        | 1. Runde        |
| 16. | Barbora Strýcová     | Achtelfinale    |

| Nr. | Spielerin                    | Erreichte Runde |
| --- | ---------------------------- | --------------- |
| 17. | Caroline Wozniacki           | 3. Runde        |
| 18. | Samantha Stosur              | 1. Runde        |
| 19. | Kiki Bertens                 | 1. Runde        |
| 20. | Zhang Shuai                  | 2. Runde        |
| 21. | Caroline Garcia              | 3. Runde        |
| 22. | Daria Gavrilova              | Achtelfinale    |
| 23. | Darja Kassatkina             | 1. Runde        |
| 24. | Anastassija Pawljutschenkowa | Viertelfinale   |
| 25. | Tímea Babos                  | 1. Runde        |
| 26. | Laura Siegemund              | 1. Runde        |
| 27. | Irina-Camelia Begu           | 2. Runde        |
| 28. | Alizé Cornet                 | 2. Runde        |
| 29. | Mónica Puig                  | 2. Runde        |
| 30. | Jekaterina Makarowa          | Achtelfinale    |
| 31. | Julija Putinzewa             | 2. Runde        |
| 32. | Anastasija Sevastova         | 3. Runde        |

## Herrendoppel
Setzliste
| Nr. | Paarung                              | Erreichte Runde |
| --- | ------------------------------------ | --------------- |
| 01. | Pierre-Hugues Herbert Nicolas Mahut  | Viertelfinale   |
| 02. | Jamie Murray Bruno Soares            | 1. Runde        |
| 03. | Bob Bryan Mike Bryan                 | Finale          |
| 04. | Henri Kontinen John Peers            | Sieg            |
| 05. | Feliciano López Marc López           | Achtelfinale    |
| 06. | Raven Klaasen Rajeev Ram             | 2. Runde        |
| 07. | Łukasz Kubot Marcelo Melo            | Achtelfinale    |
| 08. | Daniel Nestor Édouard Roger-Vasselin | 2. Runde        |

| Nr. | Paarung                           | Erreichte Runde |
| --- | --------------------------------- | --------------- |
| 09. | Ivan Dodig Marcel Granollers      | Viertelfinale   |
| 10. | Treat Huey Maks Mirny             | 2. Runde        |
| 11. | Jean-Julien Rojer Horia Tecău     | Achtelfinale    |
| 12. | Vasek Pospisil Radek Štěpánek     | 1. Runde        |
| 13. | Mate Pavić Alexander Peya         | 1. Runde        |
| 14. | Juan Sebastián Cabal Robert Farah | Achtelfinale    |
| 15. | Rohan Bopanna Pablo Cuevas        | 2. Runde        |
| 16. | Dominic Inglot Florin Mergea      | Achtelfinale    |

## Damendoppel
Setzliste
| Nr. | Paarung                              | Erreichte Runde |
| --- | ------------------------------------ | --------------- |
| 01. | Caroline Garcia Kristina Mladenovic  | Halbfinale      |
| 02. | Bethanie Mattek-Sands Lucie Šafářová | Sieg            |
| 03. | Jekaterina Makarowa Jelena Wesnina   | Viertelfinale   |
| 04. | Sania Mirza Barbora Strýcová         | Achtelfinale    |
| 05. | Martina Hingis Coco Vandeweghe       | 2. Runde        |
| 06. | Chan Hao-ching Chan Yung-jan         | 1. Runde        |
| 07. | Julia Görges Karolína Plíšková       | 1. Runde        |
| 08. | Vania King Jaroslawa Schwedowa       | Achtelfinale    |

| Nr. | Paarung                           | Erreichte Runde |
| --- | --------------------------------- | --------------- |
| 09. | Monica Niculescu Abigail Spears   | 1. Runde        |
| 10. | Lucie Hradecká Kateřina Siniaková | 1. Runde        |
| 11. | Raquel Atawo Xu Yifan             | Viertelfinale   |
| 12. | Andrea Hlaváčková Peng Shuai      | Finale          |
| 13. | Katarina Srebotnik Zheng Saisai   | Achtelfinale    |
| 14. | Kiki Bertens Johanna Larsson      | 2. Runde        |
| 15. | Serena Williams Venus Williams    | Rückzug         |
| 16. | Darija Jurak Anastasia Rodionova  | 1. Runde        |

## Mixed
Setzliste
| Nr. | Paarung                                  | Erreichte Runde |
| --- | ---------------------------------------- | --------------- |
| 01. | Bethanie Mattek-Sands Mike Bryan         | Viertelfinale   |
| 02. | Sania Mirza Ivan Dodig                   | Finale          |
| 03. | Andrea Hlaváčková Édouard Roger-Vasselin | 1. Runde        |
| 04. | Chan Hao-ching Maks Mirny                | 1. Runde        |

| Nr. | Paarung                         | Erreichte Runde |
| --- | ------------------------------- | --------------- |
| 05. | Chan Yung-jan Łukasz Kubot      | Achtelfinale    |
| 06. | Kateřina Siniaková Bruno Soares | Achtelfinale    |
| 07. | Lucie Hradecká Radek Štěpánek   | 1. Runde        |
| 08. | Barbora Krejčíková Rajeev Ram   | 1. Runde        |

## Junioreneinzel
Sieger:  Zsombor Piros
Setzliste
| Nr. | Spieler         | Erreichte Runde |
| --- | --------------- | --------------- |
| 01. | Wu Yibing       | Halbfinale      |
| 02. | Hsu Yu-hsiou    | Achtelfinale    |
| 03. | Marvin Möller   | 1. Runde        |
| 04. | Yshai Oliel     | Finale          |
| 05. | Corentin Moutet | Halbfinale      |
| 06. | Duarte Vale     | Achtelfinale    |
| 07. | Alexei Popyrin  | 2. Runde        |
| 08. | Naoki Tajima    | 1. Runde        |

| Nr. | Spieler       | Erreichte Runde |
| --- | ------------- | --------------- |
| 09. | Toru Horie    | 1. Runde        |
| 10. | Trent Bryde   | 1. Runde        |
| 11. | Ergi Kırkın   | 2. Runde        |
| 12. | Kacper Żuk    | 1. Runde        |
| 13. | Zhao Lingxi   | 1. Runde        |
| 14. | Dan Added     | 2. Runde        |
| 15. | Zsombor Piros | Sieg            |
| 16. | Alberto Lim   | 2. Runde        |

## Juniorinneneinzel
Siegerin:  Marta Kostjuk
Setzliste
| Nr. | Spielerin          | Erreichte Runde |
| --- | ------------------ | --------------- |
| 01. | Rebeka Masarova    | Finale          |
| 02. | Taylor Johnson     | Achtelfinale    |
| 03. | Wang Xiyu          | 2. Runde        |
| 04. | Emily Appleton     | Viertelfinale   |
| 05. | Olga Danilović     | Achtelfinale    |
| 06. | Jodie Anna Burrage | Achtelfinale    |
| 07. | Bianca Andreescu   | Halbfinale      |
| 08. | Iga Świątek        | 1. Runde        |

| Nr. | Spielerin        | Erreichte Runde |
| --- | ---------------- | --------------- |
| 09. | Ayumi Miyamoto   | 1. Runde        |
| 10. | Mai Hontama      | Viertelfinale   |
| 11. | Marta Kostjuk    | Sieg            |
| 12. | Caty McNally     | 1. Runde        |
| 13. | Carson Branstine | Achtelfinale    |
| 14. | Yūki Naitō       | Achtelfinale    |
| 15. | Natasha Subhash  | 1. Runde        |
| 16. | Jelena Rybakina  | Halbfinale      |

## Juniorendoppel
Sieger:  Hsu Yu-hsiou/ Zhao Lingxi
Setzliste
| Nr. | Paarung                     | Erreichte Runde |
| --- | --------------------------- | --------------- |
| 01. | Toru Horie Wu Yibing        | Halbfinale      |
| 02. | Marvin Möller Naoki Tajima  | 1. Runde        |
| 03. | Ergi Kırkın Corentin Moutet | 1. Runde        |
| 04. | Hsu Yu-hsiou Zhao Lingxi    | Sieg            |

| Nr. | Paarung                           | Erreichte Runde |
| --- | --------------------------------- | --------------- |
| 05. | Alexei Popyrin Kacper Żuk         | Halbfinale      |
| 06. | Zizou Bergs Yshai Oliel           | Achtelfinale    |
| 07. | Zsombor Piros Michail Sokolowskij | 1. Runde        |
| 08. | Finn Bass Trent Bryde             | Viertelfinale   |

## Juniorinnendoppel
Siegerinnen:  Bianca Andreescu/ Carson Branstine
Setzliste
| Nr. | Paarung                           | Erreichte Runde |
| --- | --------------------------------- | --------------- |
| 01. | Emily Appleton Jodie Anna Burrage | Viertelfinale   |
| 02. | Olga Danilović Marta Kostjuk      | Achtelfinale    |
| 03. | Bianca Andreescu Carson Branstine | Sieg            |
| 04. | Lee Yang Rebeka Masarova          | Achtelfinale    |

| Nr. | Paarung                      | Erreichte Runde |
| --- | ---------------------------- | --------------- |
| 05. | Caty McNally Natasha Subhash | Halbfinale      |
| 06. | Baijing Lin Wang Xiyu        | 1. Runde        |
| 07. | Cho I-hsuan Yūki Naitō       | Achtelfinale    |
| 08. | Lea Bošković Jelena Rybakina | 1. Runde        |

## Herreneinzel-Rollstuhl
Sieger:  Gustavo Fernández
Setzliste
| Nr. | Spieler         | Erreichte Runde |
| --- | --------------- | --------------- |
| 01. | Gordon Reid     | 1. Runde        |
| 02. | Stéphane Houdet | Halbfinale      |

## Dameneinzel-Rollstuhl
Siegerin:  Yui Kamiji
Setzliste
| Nr. | Spielerin       | Erreichte Runde |
| --- | --------------- | --------------- |
| 01. | Jiske Griffioen | Finale          |
| 02. | Yui Kamiji      | Sieg            |

## Herrendoppel-Rollstuhl
Setzliste
| Nr. | Paarung                        | Erreichte Runde |
| --- | ------------------------------ | --------------- |
| 01. | Stéphane Houdet Nicolas Peifer | Halbfinale      |
| 02. | Joachim Gérard Gordon Reid     | Sieg            |

## Damendoppel-Rollstuhl
Setzliste
| Nr. | Paarung                        | Erreichte Runde |
| --- | ------------------------------ | --------------- |
| 01. | Jiske Griffioen Aniek van Koot | Sieg            |
| 02. | Diede de Groot Yui Kamiji      | Finale          |